# Erwin Jaenecke
Erwin Jaenecke (22 de abril de 1890 - 3 de julio de 1960) fue un general en la Wehrmacht de la Alemania Nazi durante la II Guerra Mundial quien comandó el 17.º Ejército.
Jaenecke sirvió en el frente oriental como comandante de la 389.ª División de Infantería y más tarde el IV Cuerpo de Ejército. Fue herido en la Batalla de Stalingrado y evacuado por aire como uno de los últimos oficiales de alta graduación.
En abril de 1943 comandaba el LXXXII Cuerpo de Ejército, y desde el 25 de junio el 17.º Ejército en el Cáucaso y más tarde en la península de Crimea. En un encuentro con Adolf Hitler el 29 de abril de 1944 en Berchtesgaden, Jaenecke insistió en que Sevastopol debía ser evacuada. Fue relevado del mando a partir de entonces.
Más tarde, fue responsabilizado por la pérdida de Crimea, arrestado en Rumania y juzgado por una corte marcial. Heinz Guderian fue seleccionado como investigador especial del caso. Guderian procedió despacio y finalmente Jaenecke fue silenciosamente absuelto en junio de 1944. Jaenecke fue licenciado del ejército el 31 de enero de 1945. El 15 de junio de 1945 fue arrestado por las autoridades soviéticas y sentenciado a muerte por crímenes de guerra cometidos bajo su mando por su ejército. La sentencia fue conmutada por 25 años de trabajos forzosos. Fue liberado en 1955.

## Condecoraciones
- Cruz de Caballero de la Cruz de Hierro el 9 de octubre de 1942[2]